# Anouk Saint-Jours
Anouk Saint Jours, née le 1er mai 1980, est une pentathlonienne française.
Aux Championnats d'Europe de pentathlon moderne 2000 à Székesfehérvár, elle est médaillée de bronze par équipes.